# Sergio Naranjo
Sergio Gabriel Naranjo Pérez (Medellín, 15 de noviembre de 1944) es un político, diplomático y economista colombiano.
Se desempeñó como alcalde y concejal de Medellín, además como embajador de Colombia en Malasia, Tailandia, Vietnam y Timor Oriental, y como presidente de la Federación Nacional de Municipios de Colombia. También fue presidente del equipo de fútbol colombiano Atlético Nacional, de 1987 a 1993. Es economista, experto en planeación urbana, especialista en formulación y evaluación de proyectos de inversión.
Se ha postulado tres veces para regresar a la alcaldía aunque sin éxito en este objetivo.[cita requerida] También fue rector de la Universidad Autónoma Latinoamericana entre 2008 a 2010. 